# جيفري تشينغ
جيفري تشينغ (بالإنجليزية: Jeffrey Ching)‏ هو ملحن صيني وبريطاني، ولد في 4 نوفمبر 1965 في مانيلا في الفلبين.